# Marie-Morgane Dessart
Marie-Morgane Dessart (1990) è una sciatrice alpina belga ipovedente, che ha rappresentato il Belgio nello sci alpino paralimpico ai Mondiali e alla Coppa del Mondo, dove ha vinto una medaglia di bronzo.

## Biografia
Nata con una disabilità visiva, ha solo il 10% di vista nell'occhio sinistro. Residente a Avennes, Dessart ha iniziato a praticare lo sci nel 1993 a Haute Nendaz, debuttando a livello internazionale, come rappresentante del Belgio, dieci anni dopo, nel 2013.

## Carriera

### Campionati mondiali
Ai Campionati mondiali 2014/2015 a Panorama, nel Canada, Dessart si è piazzata al 4º posto nello slalom gigante categoria VI ipovedenti con un tempo di 2:44.51. Due anni più tardi, ai Mondiali del 2016/2017 di Tarvisio, è arrivata nona sia nello slalom gigante, sia nello slalom speciale, con un tempo realizzato di 3:06.82.

### Coppa del Mondo
Nella Coppa del Mondo di sci alpino IPC 2014/2015, categoria femminile non vedenti, Dessart guidata da Antoine Marine Francois è arrivata al 3º posto nello slalom speciale con un tempo di 2:29.51.

## Palmarès

### Coppa del Mondo
- 1 medaglia:
  - 1 bronzo (slalom speciale B3 alla Coppa del Mondo di sci alpino paralimpico 2014/2015)